# Tu sei il mattino
Tu sei il mattino è un singolo del cantautore italiano Lucio Corsi, pubblicato il 12 novembre 2024 come primo estratto dal quarto album in studio Volevo essere un duro.
Il brano fa parte della colonna sonora della terza stagione della serie televisiva Vita da Carlo di Carlo Verdone.

## Accoglienza
Il brano è stato accolto positivamente dalla critica musicale. Giuliano Delli Paoli di Ondarock associa le sonorità alla music anni '70, affermando che queste «avrebbero conquistato l'universo-mondo italico, sia per la qualità della scrittura che per l'assoluta compattezza melodica». Francesco Prisco del Il Sole 24 Ore la definisce una «ballad di pop sinfonico».

## Video musicale
Il video musicale è stato diretto da Tommaso Ottomano, anche produttore del brano, ed è stato pubblicato attraverso il canale YouTube del cantautore il 15 novembre 2024. Il video mette in scena l'artista alle prese con un raffreddore all'interno di un ascensore e vede la partecipazione dell'attore Carlo Verdone; gli altri interpreti sono Ann Louise Amendolagine, Paula Cardoso, Modestino Capaccio, Francis Delacroix, Angelica Elli e Adam Kay Nixon.

## Tracce
1. Tu sei il mattino – 3:08

## Classifiche
| Classifica (2025) | Posizione massima |
| ----------------- | ----------------- |
| Italia            | 42                |

## Riconoscimenti
- Videoclip Italia Awards
  - 2025 – Candidatura al migliore videoclip indie[11]